# 簡東浦
簡東浦（1884年—1963年11月23日），香港太平紳士，早年就讀於香港皇仁書院，後留學日本，1918年與李冠春、李子方、周壽臣和馮平山等華商在香港註冊成立東亞銀行，曾任香港大學永遠校箽。